# Großsteingrab Charlottenthal
Das Großsteingrab Charlottenthal ist eine megalithische Grabanlage der jungsteinzeitlichen Trichterbecherkultur bei Charlottenthal, einem Ortsteil von Krakow am See im Landkreis Rostock (Mecklenburg-Vorpommern).

## Lage
Das Grab befindet sich in einem Waldstück südwestlich von Charlottenthal und Krakow, etwa in der Mitte zwischen dem Cossensee, dem Karower See und einer Kiesgrube. Etwa 150 m westlich verläuft die Bahnstrecke Güstrow–Meyenburg.

## Beschreibung
Die Anlage wurde 1975 von K. Knaak entdeckt. Sie befindet sich in einem schlechten Zustand. Sämtliche Decksteine fehlen, ebenso zwei Wandsteine. Über Maße, Ausrichtung und Grabtyp liegen keine Angaben vor. Einer der Wandsteine weist mehrere Schälchen auf. Knaak konnte bei seiner Untersuchung eine neolithische Keramikscherbe sowie einen menschlichen Knochen bergen.